# Yasuhiro Hiraoka
Yasuhiro Hiraoka (平岡 康裕 Hiraoka Yasuhiro?), född 23 maj 1986 i Shizuoka prefektur, är en japansk fotbollsspelare.
Hiraoka började sin karriär 2005 i Shimizu S-Pulse. 2008 blev han utlånad till Consadole Sapporo. Han gick tillbaka till Shimizu S-Pulse 2009. Han spelade 171 ligamatcher för klubben. 2016 flyttade han till Vegalta Sendai.